# Ambassade de France en Pologne
L'ambassade de France en Pologne (Ambasada Francji w Polsce) est la représentation diplomatique de la République française auprès de la république de Pologne. Elle est située à Varsovie, la capitale du pays, et son ambassadeur est, depuis 2023, Étienne de Poncins.

## Ambassade

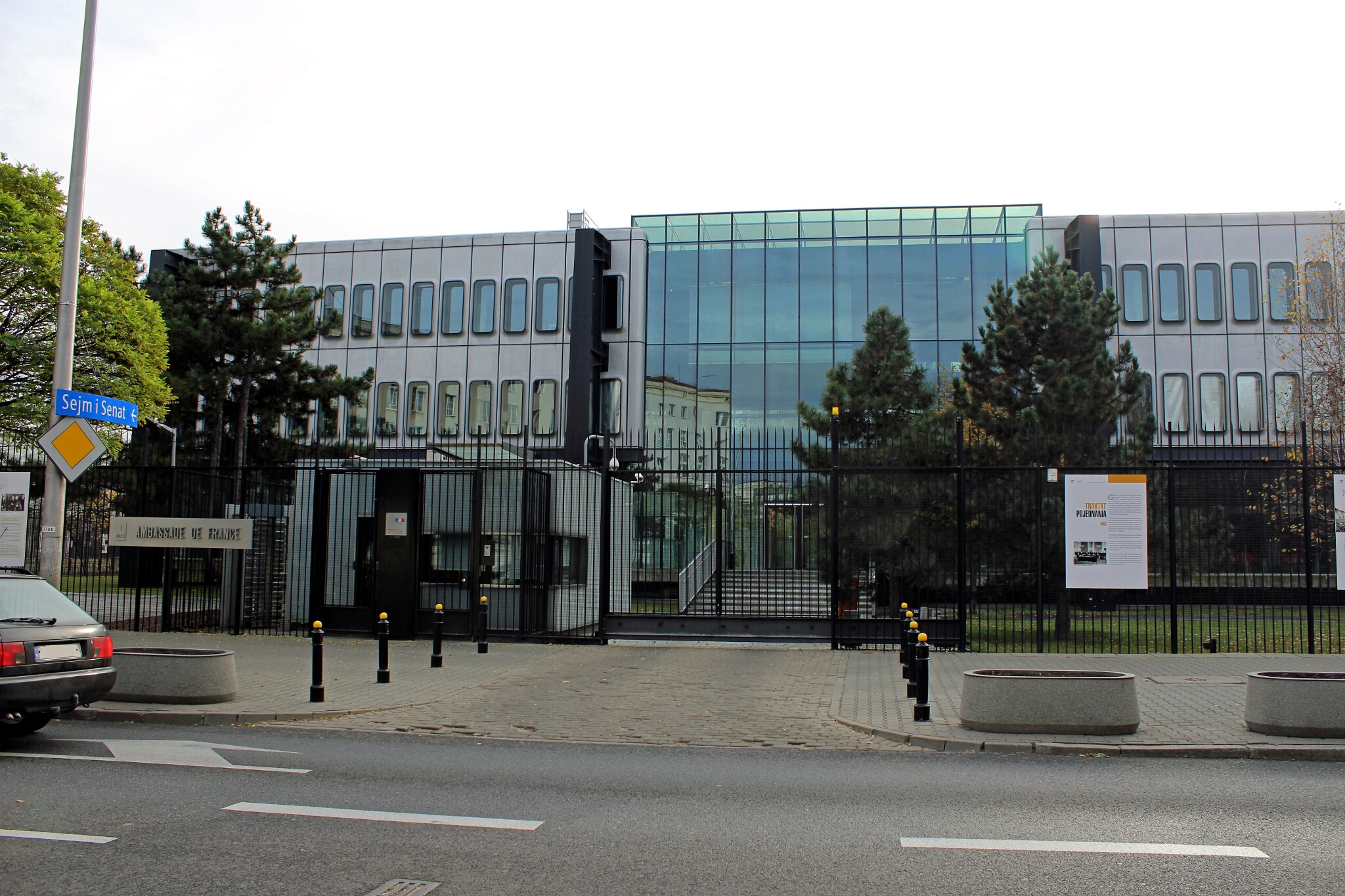
Immeuble abritant l'ambassade de France à Varsovie.

L'ambassade se situe rue Piękna (pl) dans le centre-ville de Varsovie, sur un terrain proche du Parlement, dans le quartier diplomatique naissant, dans un des plus beaux quartiers de Varsovie (Avenue Ujazdowskie, parc Ujazdowski, parc Agrykola (pl) ...), dominé par les immeubles historiques, datant pour la plupart des XVIIIe et XIXe siècles. Elle accueille aussi une section consulaire.

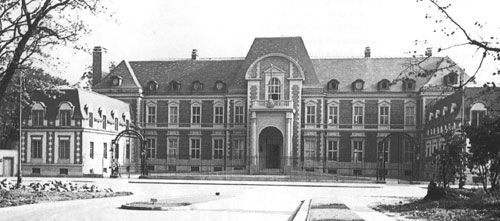
L'ambassade de France au sein du Palais Branicki, 1938

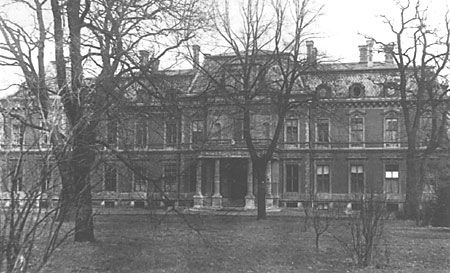
Ibid.

## Histoire
La précédente ambassade de France en Pologne se situait rue Frascati (Aleja Frascati en polonais), dans le palais Branicki (Pałac Branickich), ancien siège de la légation de Roumanie en 1934. Ce palais fut construit pour le fils du général Branicki, Alexander Branicki, par l'architecte Leandro Marconi entre 1873 et 1887. Incendié durant la Seconde Guerre mondiale en 1944, ses ruines sont rasées en 1946.
La première pierre de l’actuelle ambassade de France en Pologne a été posée par le général de Gaulle le 11 septembre 1967.
L’inauguration de l’ambassade de France en Pologne (1, rue Piękna à Varsovie), conçue par les architectes Bernard Zehrfuss, Henry Bernard et Guillaume Gillet, s’est faite le 14 juillet 1971.
Il apparaît bien vite que le nouveau de bâtiment a été truffé de micros par les services secrets polonais. En 1973, une mission de techniciens (la section Aspiro) est chargée de nettoyer l'ambassade.
Après 30 ans, en 2001, le bâtiment a été soumis à des travaux de rénovation, sous la direction des architectes Jean-Philippe Pargade et Roman Gala, qui se sont achevés en 2004. Pour la mise en valeur de l'architecture, le jardin de l'ambassade a également été remodelé et agrandi sous la maîtrise d’œuvre du paysagiste français David Besson-Girard.

## Ambassadeurs de France en Pologne
| De   | À    | Ambassadeur                 |
| ---- | ---- | --------------------------- |
| 1944 | 1945 | Christian Fouchet           |
| 1945 | 1947 | Roger Garreau               |
| 1947 | 1950 | Jean Baelen                 |
| 1950 | 1954 | Étienne Dennery             |
| 1954 | 1956 | Pierre de Leusse            |
| 1956 | 1958 | Éric de Carbonnel           |
| 1958 | 1962 | Étienne Burin des Roziers   |
| 1962 | 1966 | Pierre Charpentier          |
| 1966 | 1970 | Arnaud Wapler               |
| 1970 | 1973 | Augustin Jordan             |
| 1973 | 1977 | Louis Dauge                 |
| 1977 | 1980 | Serge Boidevaix             |
| 1980 | 1982 | Jacques Dupuy               |
| 1982 | 1985 | Jean-Bernard Raimond        |
| 1985 | 1986 | Jean-François Noiville      |
| 1986 | 1990 | Claude Harel                |
| 1990 | 1994 | Alain Bry                   |
| 1994 | 1997 | Daniel Contenay             |
| 1997 | 2001 | Benoît d'Aboville           |
| 2001 | 2004 | Patrick Gautrat             |
| 2004 | 2007 | Pierre Ménat                |
| 2007 | 2012 | François Barry Delongchamps |
| 2012 | 2016 | Pierre Buhler               |
| 2016 | 2019 | Pierre Lévy,                |
| 2019 | 2023 | Frédéric Billet             |
| 2023 | auj. | Étienne de Poncins          |

## Consulats
Outre la section consulaire de l'ambassade à Varsovie, il existe un consulat général de France à Cracovie.
Des consulats honoraires existent à Gdańsk, Katowice, Łódź, Lublin, Poznań, Szczecin Wrocław. D'autres ont existé, notamment à Opole, Gdynia.

### Communauté française
Depuis le début du XXe siècle, les migrations entre la France et la Pologne ont toujours existé mais l'expatriation des Français s'est accélérée avec la libéralisation du pays en 1989 et, surtout, avec son entrée dans l'Union européenne en 2004. On estime le nombre de Français établis en Pologne à environ 10 000. Au 31 décembre 2016, 6 195 sont inscrits sur les registres consulaires.
| 2001  | 2002  | 2003  | 2004  |
| ----- | ----- | ----- | ----- |
| 4 850 | 5 052 | 5 393 | 5 413 |

| 2005  | 2006  | 2007  | 2008  |
| ----- | ----- | ----- | ----- |
| 4 889 | 5 152 | 5 025 | 5 061 |

| 2009  | 2010  | 2011  | 2012  |
| ----- | ----- | ----- | ----- |
| 5 127 | 5 381 | 5 757 | 5 876 |

| 2013  | 2014  | 2015  | 2016  |
| ----- | ----- | ----- | ----- |
| 6 067 | 6 247 | 6 170 | 6 195 |

### Circonscriptions électorales
Depuis la loi du 22 juillet 2013 réformant la représentation des Français établis hors de France avec la mise en place de conseils consulaires au sein des missions diplomatiques, les ressortissants français de la Pologne élisent pour six ans trois conseillers consulaires. Ces derniers ont trois rôles : 
1. ils sont des élus de proximité pour les Français de l'étranger ;
2. ils appartiennent à l'une des quinze circonscriptions qui élisent en leur sein les membres de l'Assemblée des Français de l'étranger ;
3. ils intègrent le collège électoral qui élit les sénateurs représentant les Français établis hors de France.

Pour l'élection à l'Assemblée des Français de l'étranger, la Pologne appartenait jusqu'en 2014 à la circonscription électorale de Vienne, comprenant aussi l'Albanie, l'Autriche, la Bosnie-Herzégovine, la Bulgarie, la Croatie, la Hongrie, le Kosovo, la Macédoine, le Monténégro, la Roumanie, la Serbie, la Slovaquie, la Slovénie et la République tchèque, et désignant trois sièges. La Pologne appartient désormais à la circonscription électorale « Europe centrale et orientale » dont le chef-lieu est Varsovie et qui désigne trois de ses 19 conseillers consulaires pour siéger parmi les 90 membres de l'Assemblée des Français de l'étranger.
Pour l'élection des députés des Français de l’étranger, la Pologne dépend de la 7e circonscription.